# Palasbari
Palasbari là một thành phố và là nơi đặt ban đô thị (municipal board) của quận Kamrup thuộc bang Assam, Ấn Độ.

## Địa lý
Palasbari có vị trí 26°08′B 91°30′Đ / 26,13°B 91,5°Đ Nó có độ cao trung bình là 46 mét (150 feet).

## Nhân khẩu
Theo điều tra dân số năm 2001 của Ấn Độ, Palasbari có dân số 4741 người. Phái nam chiếm 51% tổng số dân và phái nữ chiếm 49%. Palasbari có tỷ lệ 80% biết đọc biết viết, cao hơn tỷ lệ trung bình toàn quốc là 59,5%: tỷ lệ cho phái nam là 85%, và tỷ lệ cho phái nữ là 75%. Tại Palasbari, 9% dân số nhỏ hơn 6 tuổi.